# 教えて!ウルトラ実験隊
『教えて!ウルトラ実験隊』（おしえて うるとらじっけんたい）は、テレビ東京ほかで放送されていた情報バラエティ番組である。テレビ東京と日本テレワークの共同製作。全15回。製作局のテレビ東京では2004年10月12日から2005年2月8日まで、毎週火曜20:00 - 20:54 （日本標準時）に放送されていた。

## 概要
日常生活で目にする現象を科学的に調査し、それによって疑問を解決する。タイトルが示す通り、演出や設定、スタジオセットは特撮テレビドラマ『ウルトラマン』 (TBS) に登場する科学特捜隊のオマージュとなっていた。
視聴率は振るわなかったことからテレビ局が制作会社に内容の強化を要請したが、地味な“紹介”ではなく迫力のある“実験”で視聴率を取りにいく過程で焦ったことによって後述の捏造事件が発生し、4か月で放送打ち切りとなった。
なお、テレビ大阪では同時間帯に『こいさんの満腹大冒険2004』を編成していたことから、放送されなかった。

## 捏造の発覚と突然の番組終了
番組は花粉症対策を特集した2005年1月25日放送分で、千葉大学で臨床実験中の最新治療法「舌下減感作療法」を取り上げたが、放送内容に事実の歪曲があったことが千葉大学からの抗議によって発覚し、テレビ東京は以下の捏造（やらせ）があったことを1月28日に公表した。
1. 2週間の実験が必要なところを4日で済ませた。
2. 治療の効果が出るまでに最低2か月、3か月かかるところを、2週間で効果が現れたかのように見せた。

さらに2月1日に追加の調査結果を発表し、上記の説明も一部虚偽であることが発覚した。
1. 治療実験そのものを全く行っていなかった。
2. 治療を受けていない人物に虚偽の証言をさせた。

そして、番組の打ち切りと局幹部ら4人の処分を発表した。打ち切りから1か月半後の3月23日、テレビ東京はこの件で総務省から厳重注意を受けた。

## 出演者

### 司会
- 南原清隆（ウッチャンナンチャン）

### 進行
- 大橋未歩（当時テレビ東京アナウンサー）

### ウルトラ実験隊員
オープニングで紹介する時には、『サンダーバード』冒頭のカウントダウンをBGMにする（ただしオリジナルでは数字部分は英語だが、番組内では日本語となる）。
- 渡辺正行
- 北野誠
- 浜口順子
- 石井正則（アリtoキリギリス）
- 渡部建（アンジャッシュ）
- 児嶋一哉（アンジャッシュ）

### ナレーター
- 永井一郎（OP）
- 日髙のり子

## スタッフ
- 構成：水谷和彦、青島利幸、古井知克、川原慶太郎
- 技術
  - TP：椙本晃一（テクノマックス）
  - TD：榮倉正美（テクノマックス）
  - カメラ：鈴木智昭（テクノマックス）
  - VE：横田廣志（テクノマックス）
  - VTR：早川友也（テクノマックス）
  - 音声：窪田佳光（テクノマックス）
  - 照明：高柴圭一（テレビ東京照明）
- 美術
  - 制作：宇都木民雄（テレビ東京美術センター）
  - デザイン：薬王子哲朗（テレビ東京美術センター）
  - 進行：小越敏彦（テレビ東京美術センター）
  - メイク：山田かつら
  - タイトル：岩崎光明
  - CG：オフィスDレンジ
- 技術協力：ビジュアルコミュニケーションズ
- 編集：渡辺康子（TDKコア）
- MA：鈴木剛（TDKコア）
- 音響効果：高田智彰（ヴェントゥオノ）
- 番宣：松坂忠光（テレビ東京）
- TK：丸山和子（ジャム・オフィス）
- ディレクター：花苑博康（日本テレワーク）、神山達也、小川隆蔵
- 総合演出・プロデューサー：湯谷幸司（日本テレワーク）
- プロデューサー：斎藤勇（テレビ東京）、峯一郎（日本テレワーク）
- チーフプロデューサー：多田暁（テレビ東京）
- 製作：テレビ東京、日本テレワーク

## 放送局
| 放送対象地域   | 放送局         | 系列           | 放送日時                     | 備考       |
| -------------- | -------------- | -------------- | ---------------------------- | ---------- |
| 関東広域圏     | テレビ東京     | テレビ東京系列 | 火曜 20:00 - 20:54           | 製作局     |
| 北海道         | テレビ北海道   | テレビ東京系列 | 火曜 20:00 - 20:54           | 同時ネット |
| 愛知県         | テレビ愛知     | テレビ東京系列 | 火曜 20:00 - 20:54           | 同時ネット |
| 岡山県・香川県 | テレビせとうち | テレビ東京系列 | 火曜 20:00 - 20:54           | 同時ネット |
| 福岡県         | TVQ九州放送    | テレビ東京系列 | 火曜 20:00 - 20:54           | 同時ネット |
| 富山県         | 北日本放送     | 日本テレビ系列 | 水曜 0:20 - 1:15（火曜深夜） |            |